# Pistiro (Tracia interior)

Mapa con algunas de las principales colonias griegas en la antigua Tracia. En el mapa aparece ubicadas dos ciudades con el nombre de Pistiro: la situada en la zona noroeste es de la que trata este artículo.

Pistiro (en griego, Πίστυρος) es el nombre de una antigua ciudad de Tracia interior. 
Se identifica con unos restos que fueron descubiertos por Mieczyslaw Domaradzki en la actual Adjiyska Vodenitsa, cerca de Vetren, en Bulgaria. En el sitio, excavado desde 1988, se han hallado restos de un asentamiento fortificado con algunos rasgos helénicos, cuyo periodo de ocupación debió iniciarse desde la época clásica (siglo V a. C.), fue incendiado en las invasiones celtas del año 281 a. C. y más tarde fue nuevamente ocupado hasta la llegada de los romanos.

## La inscripción de Pistiro
El documento más importante sobre Pistiro es una inscripción del siglo IV a. C. encontrada en 1990 en la que, bajo la garantía dada por juramentos al dios Dioniso, se establecen una serie de derechos y obligaciones promulgadas por un rey de Tracia (se trataría de un sucesor de Cotis I) en las que se regulaban las relaciones entre los comerciantes griegos, así como entre estos y las comunidades tracias vecinas. Del documento se dedujo que en Pistiro vivían colonos de Tasos, de Maronea y de Apolonia (probablemente se trata de la Apolonia situada en el golfo Estrimónico, pero también podría tratarse de otras Apolonia), a los cuales se protege en el decreto, especialmente a los de Maronea. En una posterior interpretación de la inscripción se cree que había un comercio entre los emporios de Apolonia, Maronea y Tasos con la ciudad de Pistiro de Tracia interior.

## Interpretaciones sobre la relación con otra ciudad llamada Pistiro y con otros topónimos

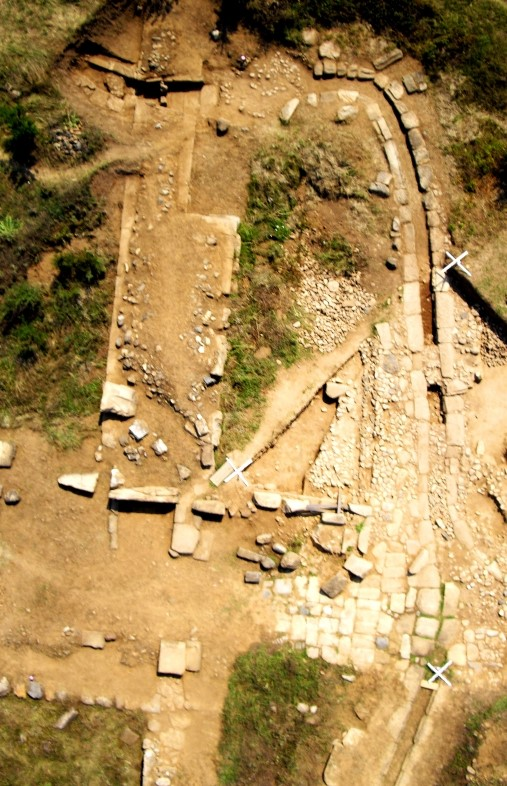
Área de excavación de la antigua Pistiro.

Algunos críticos creen deducir que el lugar del yacimiento arqueológico donde fue encontrada la inscripción debía ser un emporio que no se llamaba Pistiro, y que la referencia del documento a Pistiro es a una ciudad Tracia de la costa norte del Egeo nombrada por Heródoto que se cree que estaba en las proximidades del lago Vassova.
Sin embargo, la postura mayoritaria opina que hubo una Pistiro en Tracia interior identificable con los restos de Adjiyska Vodenitsa distinta de la otra Pistiro nombrada por Heródoto. Ambos asentamientos debían estar relacionado de tal forma que se ha sugerido que la Pistiro interior pudo haber sido fundada por comerciantes de la Pistiro de la costa y, de hecho, Esteban de Bizancio cita a Pistiro como un emporio de Tracia.
También se ha sugerido que la Pistiro mencionada por Heródoto podría ser la misma ciudad que Cistiro mencionada en las listas de tributos atenienses y que no se encontraría en la costa norte del Egeo sino que debería identificarse con los restos de Pistiro de Tracia interior. Otra posibilidad que se ha barajado es que Pistiro deba identificarse con Mastira, mencionada por Demóstenes entre las conquistas de Filipo II de Macedonia.